# MAN TGL
MAN TGL – seria lekkich i średnich samochodów ciężarowych produkowanych od 2005 roku przez niemiecki koncern MAN.
W Polsce model ten dostępny jest również pod oznaczeniem Star TGL, a w Austrii jako Steyr TGL.

## Opis modelu
Produkcję modelu MAN TGL, będącego następcą serii lekkich i średnich samochodów ciężarowych MAN L2000 rozpoczęto w 2005 roku. Nowy model skonstruowany został z wykorzystaniem rozwiązań konstrukcyjnych zastosowanych w serii ciężkich ciężarówek MAN TGA. MAN TGL produkowany jest w czterech wersjach o dopuszczalnej masie całkowitej wynoszącej odpowiednio: 7,49 t, 8 t, 10 t i 12 t. W zależności od wymagań klientów stosowane są cztery rodzaje kabin: standardowa C (długość 1620 mm, wysokość 1569 mm), wydłużona L (długość 2280 mm, wysokość 1645 mm), wydłużona i podwyższona LX (długość 2280 mm, wysokość 1925 mm) oraz załogowa Doka mogąca pomieścić 7 osób.
Do napędu modeli serii TGL zastosowano silniki wysokoprężne, 4-cylindrowe typu MAN D0834LFL o pojemności skokowej 4,58 dm³ i mocach 150 KM, 180 KM lub 210 KM. Alternatywnie do napędu wykorzystywano jednostkę 6-cylindrową MAN D0836LFL o pojemności skokowej 6,87 dm³ i mocy maksymalnej 240 KM. Silniki te w zależności od wersji spełniają normy czystości spalin Euro 3 lub Euro 4. Jednostki napędowe zblokowane zostały w zależności od wersji z 5-biegową manualną skrzynia biegów ZF 5S-42, 6-biegową manualną skrzynią ZF 6S, 8-biegową manualną Eaton FSO 8309 lub zautomatyzowaną 6-biegową MAN TipMatic.
W 2008 roku przeprowadzono lifting modelu, w wyniku którego zastosowano nowy wzór osłony wlotu powietrza oraz elementy wyposażenia wnętrza stosowane w modelach MAN TGX i TGS. Do oferty dołączyły jednostki napędowe spełniająca normy czystości spalin Euro 5 i EEV. Silniki te rozwijają moc 150 KM, 180 KM, 220 KM oraz 250 KM (6-cylindrowy).